# 无序之灾
《无序之灾》（英語：The Return of Harmony；又譯：和谐的回归）是美加合拍系列动画《小马宝莉：友情就是魔法》第二季的第1、2集，由杰森·蒂森执导，M·A·拉森编剧。2011年9月17日于美国Hub Network播出上集，一周后播出下集。本集也是Studio B Productions所制作的最后一集。
本集围绕新反派无序与紫悦及其好友（云宝、柔柔、碧琪、苹果嘉儿和珍奇）展开。被石化的无序挣脱了雕塑的束缚，在小马国掀起了一阵混乱风暴。击败他的唯一方法就是再次启动和谐之元，但无序熟练应用心理战术，离间紫悦及其好友，使和谐之元无法激活，让他立于不败之地。但在宇宙公主的指引下，紫悦终于明白了友谊和团结的重要性，助她的好友破除咒语，联手击败无序，使小马村再度恢复和谐。
《友情就是魔法》第一季的积极评价令孩之宝对其寄予厚望，而本集获得的反响延续了成功，其尼尔森收视率为0.2，收看直播的观众数超过了33.9万，成为当时Hub Network收视率最高的剧集。上下集均获得评论家的普遍好评，剧中对《星球大战IV：新希望》的文化指涉也有极为热烈的回响，这激发了无序的配音员约翰·德·兰西进一步了解影迷的兴致，他参与执导了相关纪录片，将“小马哥”（Brony）群体发扬光大。

## 故事情节
采妮老师同学生一起来到坎特洛特的雕塑园，介绍了一座奇怪的龙马雕塑，可爱军团还为雕塑象征什么吵架。学生团走远后，一道道裂痕伴随着奸笑开始让雕像破裂。随后，紫悦和朋友们发现小马谷接连出现异象，但经过多方合作之后，事态得到了控制。不久，宇宙公主叫她们赶快前往坎特洛特的城堡，并告诉紫悦她们，这些怪事就是她的老对头无序所引起：无序曾统治小马国，使其陷入无秩序的状态中，当时宇宙公主和妹妹千辛万苦才将他石化成那个雕塑，却在不久后成功摆脱束缚。公主要求六位小马再用和谐之元击败他，但随即发现装有和谐之元的盒子竟空空如也。
这时无序突然出现，和城堡玻璃窗上的图画融为一体，声称他已将和谐之元带走并暗示了藏匿地点，紫悦推测和谐之元应该就在城堡旁的丛林迷宫。入口处，无序现出了真面目，想和众小马“玩游戏”。他不仅使各种族的小马失去特殊能力以防止“作弊”，还制定了“如任何一匹小马离开，他将自动获胜”的规则。进入迷宫后小马们被迫分开，无序也得以用心理战术将各个小马逐个击破。除紫悦外，所有小马都都中了无序的诅咒，不仅身体肤色变暗，个性也变得截然不同。而云宝更是直接戴上她的翅膀飞离迷宫，不知所踪。她的离开代表小马们已违反游戏规则，无序即刻宣布自己获胜，并预告接下来有好戏可看。
随后，无序称她们完全找错了地方，才让紫悦恍然大悟和谐之元可能就在小马谷内。五匹小马回到小马谷后发现这里昼夜无常、建筑浮空，呈现出一片乱糟糟的景象。随着时间的流逝，诅咒效果越来越强，好友们的肤色逐渐变暗至黑白，对无序的破坏也开始漠不关心起来。找到和谐之元后，紫悦伙同顶替云宝的穗龙和希望尽快诀别彼此的另外四个朋友迎战无序，但却无法激活和谐之元，最终以闹剧收场。就此紫悦终于放弃，肤色同样也渐渐褪去。垂头丧气的她回家打点行李决定离开小马谷，却发现宇宙公主正不断向穗龙传送紫悦之前寄出的友谊报告，启发了紫悦要以友谊的力量解除洗脑控制。在紫悦奋斗和努力下，苹果嘉儿、柔柔、珍奇、碧琪相继恢复正常，而躺在一朵小云上、尚未恢复的云宝也终在五匹小马的强势围攻下强制接受了感化。
至此，全员终于得以到齐。小马们开始重新应战无序。虽然他并不把威胁放在眼里，不过这次和谐之元被成功激活，发出足以吞没小马谷的彩虹光束，无序再度遭到封印，而小马谷也恢复了和平。宇宙公主为功臣举行了一场盛大庆典，称赞她们的英勇和友谊，并将击败无序的事迹刻在城堡的新彩色玻璃窗上。

## 制作

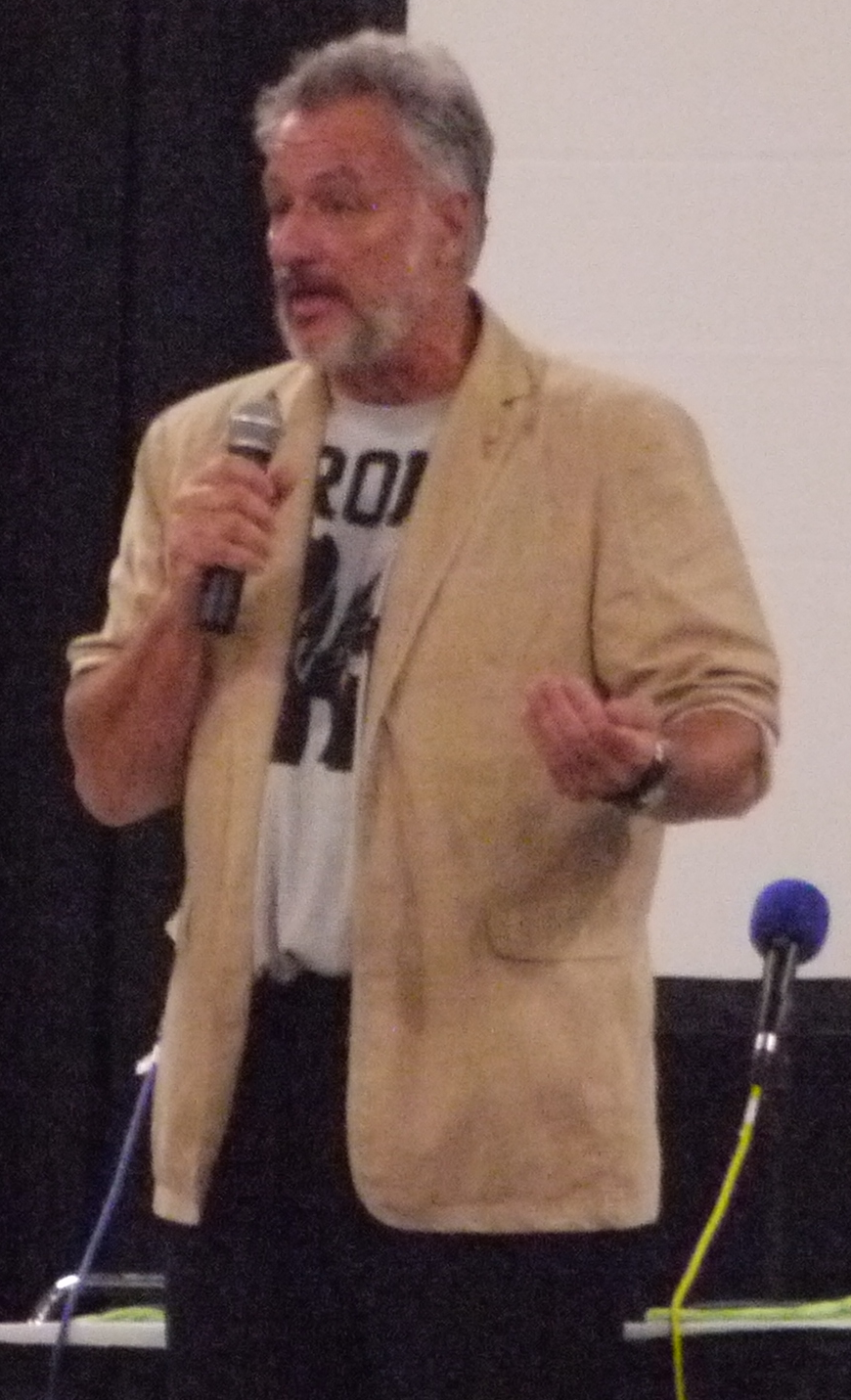
约翰·德·兰西以特邀嘉宾的身份为无序配音。

「无序之灾」由詹姆斯·伍顿（助理导演杰森·蒂森协助）执导，M·A·拉森编剧，约翰·德·兰西以特邀嘉宾的身份为无序配音。泰森称，劳伦·福斯特在设计无序时正热衷于收看《星际旅行：下一代》，打算以其中的角色“Q”（德·兰西饰演）作为样板。制作团队在选择无序的配音演员时曾考虑另找专人换下德·兰西，随后却意外地发现他本人正是合适的人选。之后，制作群变更了剧集中的一些设计，譬如无序出现或消失时会有道闪光出现，以使其带有“Q”的影子。该动画成年粉丝的热烈回响令德·兰西感到吃惊，从而激发他进一步了解影迷的兴致，并担任纪录片《小马哥：大跌眼镜的小马宝莉成年粉丝》的执行导演一职。德·兰西在之后的系列剧集里依然声演无序，并在The Hub上做宣传活动。
「无序之灾」是劳伦·福斯特监制的最后一集，她在第一季临近结束时就宣布自己已经离开制作组；并在第二季辞去执行制片而成为咨询制片，主要负责构思故事和创作剧本的工作。尽管她逐渐淡出制作群，但仍对工作人员抱有很高的期望，她说：“我在第一季留下的空白正由和我一样棒的艺术家、编剧和导演填补，我敢说这部动画会和以往一样充满着欢声笑语。”此外，新故事板创作编辑吉姆·米勒受雇制作第二季，且大多数动画开始被“外包”至TopDraw公司进行制作。泰森认为这可以为第二季做更好的准备工作。
「无序之灾」是《小马宝莉》第二季的第一集。泰森透露：“The Hub与母公司孩之宝在做完第一季前就批准制作第二季，这些人知道我们手上有个好东西。”他解释称，“他们在早期就能发现（动画竟能成功），这很罕见，因为电视网在续订之前要将一整季逐集播送以大体确定收视数据。我估计这从他们的利益看有点冒险，但我还是乐意他们这么做。”本集的最后一幕模仿自1977年电影《星球大战IV：新希望》。泰森说这个笑点经过了“再三考虑”，他们原先想设计更精妙的结局，只因时间不足才退而求其次。有位导演在制作时指出：“这一幕和《曙光乍现》的结局有点像。”于是决定用“复制桥段”的办法模仿原作。

## 反响

### 收视率
「无序之灾」的上集于2011年9月17日播送，7天后播送了下集。上集的收看人数超过33.9万，成为The Hub史上收视率最高的剧集之一。另外，上集的尼尔森收视率为0.2，意即有0.2%的美国家庭观众在收看直播。整集在18至49岁年龄段的收视率是0.1，意即该年龄段中0.1%的观众在收看直播。「无序之灾」的收视热潮不久就被「坎特拉城婚禮」迎头赶上，其上下两集的观众数分别为48.3万与47.5万。

### 评价
「无序之灾」的上下集均得到评论者普遍意义上的好评。《帮你解密》（We Got This Covered）的卡琳娜·贝尔斯（Carina Belles）在评论上集时认为《小马宝莉》“的确不错”，指出本集简直就是“小马式的《魔戒》”。她同时称赞动画的表现力，写道：“动画使用了更多样的风格，使本就效果惊人的作品能更上一层楼。”Republibot网站针对上集的评论文章称，该集的情节是对试播集线索（即“友谊就是魔法”）的有趣再现”，并评论约翰·迪兰西的表现“不俗”，在总体上称赞了动画。「无序之灾」的下集也受到好评，Republibot的评论亦大赞有加，但仍指出美中不足的一点是剧情叙述“就算分上下两集，却还是有一点匆忙”，同时“感觉柔柔和珍奇的回复过程没有详加描述，且不经意间效仿了《黑衣人》（清除记忆的桥段）。”
不少评论家称赞本集的文化指涉。贝尔斯就以此大为称赞，指出碧琪提到的“巧克力雨”正是对同名歌曲网络迷因的指涉。许多影评与评论者对该集结尾有关《星球大战》结尾的致敬有积极评论。I09的西妮亚·拉玛尔（Cyriaque Lamar）刊文称赞这一幕：“说实话，现在的小马宝莉影迷即使令我疑惑不解，我也不想去干涉他们。但无论如何，今早的节目对《曙光乍现》有些小小的致敬。”后来，I09将这一幕列入“2011年的最佳电视时刻”（The Best Television Moments of 2011）。 Neatorama的约翰·法瑞说：“让一些人尊重小马哥并不容易，但只从这一幕就足以说明支持这动画的原因。”娱乐网站CollegeHumor旗下的Dorkly上传了一部比较视频并写道：“愿可爱与你同在。”Topless Robot的作者安妮·马修斯（Anne Mathews）将这处指涉称作“最明显的彩蛋”并说：“这一幕对影迷来说是一次直接的致敬，它巩固了劳伦·福斯特在狂热粉丝中的声誉，最后就差伍基人的尖叫声了！”

## 家用媒体版
2013年5月14日，包括本集的上下两部第二季DVD集由Shout Factory发行。本集也是DVD集“Cutie Mark Quests”的一部分，同“The Show Stoppers”与第五季的首两集“The Cutie Map”（封面称“失去可爱标志”）一起于2015年6月30日发行。